# Ancylosis
Ancylosis är ett släkte av fjärilar som beskrevs av Philipp Christoph Zeller 1839. Ancylosis ingår i familjen mott.

## Bildgalleri

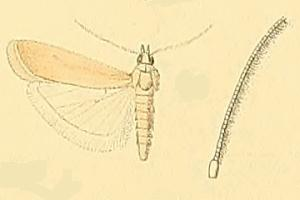
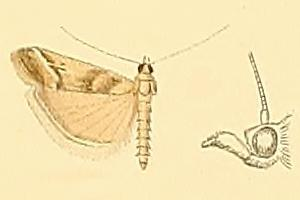

## Dottertaxa tillAncylosis, i alfabetisk ordning[1][2]
- Ancylosis aegyptiacella
- Ancylosis aeola
- Ancylosis afrensis
- Ancylosis agraphella
- Ancylosis albiciliella
- Ancylosis albicosta
- Ancylosis albicostella
- Ancylosis albidella
- Ancylosis albinotella
- Ancylosis albiochrella
- Ancylosis albipunctella
- Ancylosis alvandella
- Ancylosis amictodes
- Ancylosis anarchica
- Ancylosis ancylodella
- Ancylosis anguinosella
- Ancylosis angusta
- Ancylosis arenaceella
- Ancylosis arenicola
- Ancylosis arenosella
- Ancylosis argentescens
- Ancylosis arianella
- Ancylosis arimanella
- Ancylosis atrisparsella
- Ancylosis bajanlegella
- Ancylosis barbella
- Ancylosis bartelella
- Ancylosis bedoella
- Ancylosis benderella
- Ancylosis bichordella
- Ancylosis biflexella
- Ancylosis biligulella
- Ancylosis bilineella
- Ancylosis blandella
- Ancylosis bohemani
- Ancylosis boitelella
- Ancylosis bonhoti
- Ancylosis boursinella
- Ancylosis brabantella
- Ancylosis brevipalpella
- Ancylosis brunneonervella
- Ancylosis buckwellella
- Ancylosis buckwelli
- Ancylosis byzacaenicella
- Ancylosis calaritanella
- Ancylosis candidatella
- Ancylosis canella
- Ancylosis caparonis
- Ancylosis capensis
- Ancylosis carnea
- Ancylosis carnibasalis
- Ancylosis cephella
- Ancylosis ciliatella
- Ancylosis ciliciella
- Ancylosis ciliella
- Ancylosis cinerella
- Ancylosis cinnamomeifascia
- Ancylosis cinnamomella
- Ancylosis citrinella
- Ancylosis coloradensis
- Ancylosis concavella
- Ancylosis convergens
- Ancylosis convexella
- Ancylosis costalbella
- Ancylosis costistrigella
- Ancylosis cretaceella
- Ancylosis cretaceogrisea
- Ancylosis cundajensis
- Ancylosis damscenella
- Ancylosis decentella
- Ancylosis decolorella
- Ancylosis delicatella
- Ancylosis deliciosella
- Ancylosis delimitella
- Ancylosis desertella
- Ancylosis detersella
- Ancylosis dideganella
- Ancylosis diffusella
- Ancylosis diminutella
- Ancylosis discocellularis
- Ancylosis dowsoniella
- Ancylosis dryadella
- Ancylosis dumetella
- Ancylosis ecbataniella
- Ancylosis ephedrella
- Ancylosis epiterpes
- Ancylosis eremita
- Ancylosis euclastella
- Ancylosis eugraphella
- Ancylosis eurhoda
- Ancylosis exiguella
- Ancylosis externella
- Ancylosis fathmella
- Ancylosis faustinella
- Ancylosis favorinella
- Ancylosis feliculella
- Ancylosis ferrugineolineella
- Ancylosis flammella
- Ancylosis flavescentella
- Ancylosis formosae
- Ancylosis fronticornella
- Ancylosis fuliginosa
- Ancylosis fulminatella
- Ancylosis fulvimarginella
- Ancylosis fulvobasella
- Ancylosis fumosella
- Ancylosis fuscatella
- Ancylosis fuscella
- Ancylosis fuscosparsella
- Ancylosis geminella
- Ancylosis glaphyria
- Ancylosis gracilella
- Ancylosis griseomixtella
- Ancylosis gulbaharensis
- Ancylosis harmoniella
- Ancylosis hecestella
- Ancylosis hederalis
- Ancylosis hellenica
- Ancylosis hollella
- Ancylosis holozona
- Ancylosis homographis
- Ancylosis hosanna
- Ancylosis ianthemis
- Ancylosis ifraneella
- Ancylosis ignibasella
- Ancylosis ignistrigella
- Ancylosis imitella
- Ancylosis impeditella
- Ancylosis inangulella
- Ancylosis incanella
- Ancylosis inderskyella
- Ancylosis indistinctella
- Ancylosis inflammatella
- Ancylosis insularella
- Ancylosis interjectella
- Ancylosis invalidella
- Ancylosis iranella
- Ancylosis ischnopsis
- Ancylosis karachiella
- Ancylosis kazerunella
- Ancylosis kesyella
- Ancylosis labeonella
- Ancylosis lacroixella
- Ancylosis lacteicostella
- Ancylosis lafauryella
- Ancylosis latakiella
- Ancylosis ledereriella
- Ancylosis leucocephala
- Ancylosis libystinella
- Ancylosis limoniella
- Ancylosis lineatella
- Ancylosis lividella
- Ancylosis longipennella
- Ancylosis lucida
- Ancylosis luederitzella
- Ancylosis macedonica
- Ancylosis maculifera
- Ancylosis major
- Ancylosis medioalba
- Ancylosis melanophlebia
- Ancylosis michaelealla
- Ancylosis microstictella
- Ancylosis molochinella
- Ancylosis mongoliella
- Ancylosis monostictella
- Ancylosis montana
- Ancylosis morrisonella
- Ancylosis muliebris
- Ancylosis mysorella
- Ancylosis namibiella
- Ancylosis navasi
- Ancylosis neglectella
- Ancylosis nervosella
- Ancylosis nigrella
- Ancylosis nigripunctella
- Ancylosis nigritarsea
- Ancylosis nigronervella
- Ancylosis nigrorubella
- Ancylosis niphicosta
- Ancylosis niveicostella
- Ancylosis nubeculella
- Ancylosis oasella
- Ancylosis oblitella
- Ancylosis obscuralis
- Ancylosis obscurella
- Ancylosis obscuripunctella
- Ancylosis obsipella
- Ancylosis ocellella
- Ancylosis ochracea
- Ancylosis ochreatella
- Ancylosis ochricostella
- Ancylosis ochroella
- Ancylosis ochrotaeniella
- Ancylosis octella
- Ancylosis olbiella
- Ancylosis oliviella
- Ancylosis ormuzdella
- Ancylosis pakistanella
- Ancylosis pallida
- Ancylosis pallidimarginalis
- Ancylosis palloricostella
- Ancylosis pectinatella
- Ancylosis perfervida
- Ancylosis persicolella
- Ancylosis pictella
- Ancylosis pilosella
- Ancylosis platynephes
- Ancylosis plumbatella
- Ancylosis pneumatella
- Ancylosis proniphea
- Ancylosis propriella
- Ancylosis pseudocandidatella
- Ancylosis purpurella
- Ancylosis pygmaeella
- Ancylosis pyrethrella
- Ancylosis resticula
- Ancylosis rhodochrella
- Ancylosis rhythmatica
- Ancylosis rosalbella
- Ancylosis roscidella
- Ancylosis roseopennella
- Ancylosis rubiginalis
- Ancylosis rubripictella
- Ancylosis rufifasciella
- Ancylosis rufomixtella
- Ancylosis sablonella
- Ancylosis sabulosella
- Ancylosis samaritanella
- Ancylosis sareptalla
- Ancylosis schini
- Ancylosis sefidella
- Ancylosis semidiscella
- Ancylosis sfaxella
- Ancylosis signosella
- Ancylosis similis
- Ancylosis singhalella
- Ancylosis smeczella
- Ancylosis soederbomi
- Ancylosis spatzi
- Ancylosis staudingeri
- Ancylosis strictella
- Ancylosis subcandidatella
- Ancylosis subflavella
- Ancylosis subpyrethrella
- Ancylosis sulcatella
- Ancylosis syriopsidis
- Ancylosis syrtella
- Ancylosis tenuigranella
- Ancylosis terpnella
- Ancylosis terribilella
- Ancylosis thalerella
- Ancylosis thiosticha
- Ancylosis thirieti
- Ancylosis transcaspica
- Ancylosis transcaspiella
- Ancylosis trifasciatella
- Ancylosis trilineata
- Ancylosis trilineatella
- Ancylosis tripunctella
- Ancylosis tunesella
- Ancylosis turaniella
- Ancylosis ulmella
- Ancylosis ulmiarrosorella
- Ancylosis umbrilimbella
- Ancylosis uncinatella
- Ancylosis undulatella
- Ancylosis urbicella
- Ancylosis ustocapitella
- Ancylosis variabilis
- Ancylosis velessa
- Ancylosis venosella
- Ancylosis vittatella
- Ancylosis wockeella
- Ancylosis xylinella
- Ancylosis zohrella